# Pascal Cotet
Pour l’article ayant un titre homophone, voir Cottet.
Pas d'image ? Cliquez ici

a Compétitions nationales et continentales officielles uniquement.

b Matchs officiels uniquement.
Dernière mise à jour le 13 septembre 2016.
Pascal Cotet, né le 12 octobre 1993 à Guilherand-Granges dans le département de l'Ardèche, est un joueur français de rugby à XV évoluant au poste de pilier au sein de l'Aviron bayonnais.

## Biographie
Né en Ardèche, c'est pourtant bien au sein de l'USAP que Pascal Cotet va commencer sa carrière professionnelle. En 2015, le pilier décide de tenter une nouvelle aventure en rejoignant le club voisin du RC Narbonne où il ne restera que une saison avant de partir pour l'US Oyonnax en 2016.
Son passage sous le maillot rouge et noir va tourner court puisqu'il quitte l'Ain à l'issue de sa première saison pour retourner sur sa terre natale en tant que pilier au sein du RC Aubenas Vals en Fédérale 1.
Après une bonne saison réalisée en Ardèche, Pascal Cotet va faire son retour dans l'Aude en s'engageant pour le RC Narbonne en 2018. Avec le club orange et noir, Pascal Cotet va connaître une demi-finale et finale de Nationale, puis une montée en Pro D2 à l'issue de la saison 2020-2021. Après avoir réalisé de bonne performance en Pro D2 malgré la relégation de son club, Pascal Cotet va rejoindre l'Aviron bayonnais lors de l'été 2022 après avoir disputé 78 matchs avec Narbonne.
Dès ses premiers matchs en Top 14, Pascal Cotet s'impose chez les bleus et blancs et se voit rapidement prolongé jusqu'en 2026 par son nouveau club,.

## Palmarès
- Vainqueur du Championnat de France de Pro D2 en 2017 avec l'US Oyonnax
- Vice-champion du Championnat de France de Nationale en 2021 avec le RC Narbonne